# العزيمة (فلم)
العزيمة فيلم مصري من إنتاج عام 1939، بطولة حسين صدقي وفاطمة رشدي، تأليف وإخراج كمال سليم، تم تصنيفه من المراكز الأولى ضمن أفضل 100 فيلم في تاريخ السينما المصرية في استفتاء النقاد.

## قصة الفيلم
يجمع الحب بين «محمد» (حسين صدقي) و«فاطمة» (فاطمة رشدي) فيتعاهدان على الزواج في حين أن «محمد» حديث التخرج ويعاني من ظروف مالية غير ميسرة، فيتشارك مع «عدلي» (أنور وجدي) ابن «نزيه باشا» (زكي رستم) في شركة تجارية بمجهوده، وهي عبارة عن مكتب للاستيراد والتصدير. يسافر «نزيه باشا» تاركًا العمل «لمحمد» وابنه «عدلي» الذي يبدأ في ممطالة «محمد» في البدء في تنفيذ الشركة وحين يكتشف «نزيه باشا» ذلك بعد عودته يطرد الابن المستهتر من البيت. ويتوسط «لمحمد» في التعيين في شركة كبيرة يتزوج «محمد» «بفاطمة»، ولكن يتم تلفيق تهمة «لمحمد» بضياع مستند مهم ويطرد على أثر ذلك من الشركة ويضطر للعمل في وظيفة صغيرة مع إخفاء ذلك عن «فاطمة» والتي عندما تكتشف ذلك تحت تأثير أمها تطلب الطلاق في حين يطمع فيها الجزار «العتر»، ويتقدم للزواج منها، يحدث أن يتغير حال عدلى ابن نزيه باشا ويعمل على إيجاد المستند الذي من شأنه يتم تبرئة محمد من التهمة التي نسبت إليه ويبدأ محمد مع عدلي الشراكة الذي كان يخطط لها من قبل.تندم فاطمة على تفريطها في حبها «محمد» وتعود إليه قبل إتمام زواجها من الجزار الذي يحاول اختطافها لولا تصدى «محمد» و«عدلى» وأصدقاء «محمد» في الحارة.

## طاقم التمثيل
- حسين صدقي: (محمد)
- فاطمة رشدي: (فاطمة)
- أنور وجدي: (عدلي)
- زكي رستم: (نزيه باشا)
- عباس فارس: (الباشا المدير)
- عبد العزيز خليل: (معلم عتر)
- ماري منيب: (والدة فاطمة)
- حسن كامل: (والد فاطمة)
- ثريا فخري: (والدة محمد)
- عبد السلام النابلسي: (صديق عدلي)
- حكمت فهمي: (فردوس)
- علي طبنجات: (معلم شبك)
- مختار عثمان: (حاج روحي)
- عمر وصفي: (الأسطى حنفي)
- آمال حسين
- مختار حسين
- أحمد شكري

## فريق العمل
- إخراج: كمال سليم
- قصة وسيناريو: كمال سليم
- حوار: بديع خيري
- إنتاج: ستوديو مصر
- توزيع: ستوديو مصر
- تصوير: فيري فاركاش
- مناظر: ولي الدين سامح
- موسيقى: عبد الحميد عبد الرحمن
- مونتاج: كمال سليم
- أخذت المناظر في ستوديو مصر
- تم الطبع والتحميض في ستوديو مصر

## وصلات خارجية
- مقالات تستعمل روابط فنية بلا صلة مع ويكي بيانات
- صفحة الفيلم على موقع السينما